# Christus, der ist mein Leben
Christus, der ist mein Leben ist ein geistliches Lied, das erstmals 1609 mit zwei unterschiedlichen Chorsätzen von Melchior Vulpius veröffentlicht wurde, der vermutlich auch die Melodieⓘ komponierte.
Der Textdichter ist nicht bekannt. Einer älteren, offenbar nicht zu belegenden Tradition zufolge soll der Text um 1600 von einer Gräfin Anna von Stolberg verfasst worden sein. Christian Wilhelm Anton Stromberger hält diese für die Äbtissin Anna III. zu Stolberg (1565–1601). Andere Autoren identifizieren diese Dichterin mit Adriana von Stolberg geb. Mansfeld-Arnstein (1559–1625), Gemahlin von Graf Heinrich XI. zu Stolberg-Stolberg (1551–1615). In älteren Gesangbüchern wird der Text gelegentlich fälschlich Simon Graf (1603–1659) zugeschrieben, der zum Zeitpunkt des Erstdrucks allerdings erst sechs Jahre alt war.
Im Evangelischen Gesangbuch steht das Lied unter der Nummer 516 zu Beginn des Abschnitts „Sterben und ewiges Leben“, im katholischen Gotteslob unter der Nr. 507 (GLalt 662) im Abschnitt „Tod und Vollendung“.
Die Melodie entwickelte sich zu einer „Hauptmelodie des protestantischen Gemeindegesangs“: Auf sie werden auch die Lieder Ach bleib mit deiner Gnade (Text: Josua Stegmann 1627; EG 347; GL 436) und Nun schreib ins Buch des Lebens (Text: Straßburg 1850; EG 207) gesungen. Katholischen Gottesdienstbesuchern ist die Melodie auch von dem Lied Beim letzten Abendmahle bekannt (Text: Christoph von Schmid 1807; GL 282, GLalt 537).

## Text
Originaltext

1. CHristus der ist mein Leben

Sterben ist mein Gewin /

Dem thu ich mich ergeben

Mit Fried fahr ich dahin.

2. Mit Freud fahr ich von dannen

Zu Christ dem Bruder mein /

Auff daß ich zu ihm komme

Vnd ewig bey ihm sey.

3. Ich hab nun vberwunden

Creutz / Leiden / Angst vnd Noth

Durch sein heylig fünff Wunden

Bin ich versöhnt mit Gott.

4. Wenn meine Kräffte brechen

Mein Athem geht schwer auß /

Und kan kein Wort mehr sprechen

HErr nim mein Seufftzen auff.

5. Wenn mein Hertz vnd Gedancken

Zergehn als wie ein Liecht /

Das hin vnd her thut wancken

Wenn ihm die Flam gebricht.

6. Als denn fein sanfft vnd stille

Herr laß mich schlaffen ein /

Nach deinem Rath vnd Willen

Wenn kömpt mein Stündelein.

7. Vnd laß mich an dir kleben

Wie ein Klette am Kleid /

Vnd ewig bey dir leben

In himlischr Wonn vnd Freud.
Heute verbreitete Fassung

Christus, der ist mein Leben,

Sterben ist mein Gewinn;

ihm will ich mich ergeben,

mit Fried fahr ich dahin.

Mit Freud fahr ich von dannen

zu Christ, dem Bruder mein,

auf daß ich zu ihm komme

und ewig bei ihm sein.

Ich hab nun überwunden

Kreuz, Leiden, Angst und Not;

durch seine heilgen Wunden

bin ich versöhnt mit Gott.

Wenn meine Kräfte brechen,

mein Atem schwer geht aus

und kann kein Wort mehr sprechen:

Herr, nimm mein Seufzen auf.

Wenn mein Herz und Gedanken

zergehen wie ein Licht,

das hin und her tut wanken,

wenn ihm die Flamm gebricht:

alsdann laß sanft und stille,

o Herr, mich schlafen ein

nach deinem Rat und Willen,

wenn kommt mein Stündelein.

In dir, Herr, laß mich leben

und bleiben allezeit,

so wirst du mir einst geben

des Himmels Wonn und Freud.

## Inhalt
Das Sterbelied Christus, der ist mein Leben lässt sich inhaltlich in zwei Teile gliedern. Der erste Teil (Strophen 1–3) stellt ein Glaubensbekenntnis dar, das den Grundgedanken von Phil 1,21  zitiert und möglicherweise nach dem Vorbild von Martin Luthers Nunc-dimittis-Paraphrase Mit Fried und Freud ich fahr dahin (1524) gestaltet ist. Aus der Perspektive des Sterbenden wird Christus in mehrfacher Hinsicht als Grund der Hoffnung bekannt, nämlich als gegenwärtiges Leben, als letztes Ziel und als Überwinder des Todes.
Der zweite Teil (Strophen 4–7) ist als persönliches Gebet formuliert, in dem Christus um Beistand im Sterben angeflehrt wird, und das seinen Ausgangspunkt sowohl in biblischen Gedanken (Apg 7,58 , Röm 8,26 ) wie auch im barocken Vanitas-Motiv hat.
Das Bild von der Klette am Kleid wurde in späteren Zeiten als missverständlich oder anstößig empfunden, weswegen die siebte Strophe auch in der Gesangbuchrestauration des 19. Jahrhunderts nicht original wiederhergestellt, sondern durch alternative Dichtungen ersetzt wurde. Im Evangelischen Gesangbuch von 1995 entschied man sich hier zum Abdruck der ökumenischen Fassung, die erstmals 1975 im katholischen Gotteslob veröffentlicht wurde.

## Rezeption
Johann Sebastian Bach zitierte das Lied 1723 im Eingangschoral seiner Kantate Christus, der ist mein Leben (BWV 95).
Georg Philipp Telemann nahm das Lied als Basis seiner gleichnamigen Choralkantate TWV 1:138, die zwischen 1747 und 1754 als Auftrag der Stadt Danzig entstand. Telemann vertonte den gesamten Text, der quasi als Doxologie um eine achte Strophe („Wohl in des Himmels Throne / sing ich Lob, Ehr und Preis, / und ewig bei dir wohne, / Vater, Sohn, Heilger Geist.“) erweitert wurde; zwischen den Strophen sind kommentierende Rezitative eines unbekannten Dichters eingeschoben.
Weitere Choralbearbeitungen und Kantaten über das Lied schufen Joachim Friedrich Haltmeier, Christian August Jacobi und Georg Friedrich Einicke.
Bearbeitungen für Orgel schufen u. a. Johann Pachelbel, Johann Gottfried Walther, Christian Heinrich Rinck, Johann Nepomuk David und Helmut Bornefeld.